# Antenna (álbum)
Antenna es el undécimo álbum de estudio de la banda estadounidense de blues rock y hard rock ZZ Top, publicado en enero de 1994 por su nuevo sello RCA Records. Al igual que con Recycler de 1990, la banda retornó en gran parte a su sonido setentero, lo que se ve especialmente en canciones como «Cover your Rig».
Alcanzó el puesto 14 en la lista Billboard 200 y recibió disco de platino en los Estados Unidos, tras vender más de un millón de copias. En cuanto a su promoción, se publicaron cuatro canciones como sencillos durante 1994, de los cuales destacó «Pincushion» que logró el primer lugar en la lista estadounidense Mainstream Rock Tracks.

## Lista de canciones
Todas las canciones escritas por Billy Gibbons, Dusty Hill y Frank Beard, a menos que se indique lo contrario.

| N.º | Título              | Escritor(es) | Duración |  |
| 1.  | «Pincushion»        |              | 4:33     |  |
| 2.  | «Breakaway»         | Gibbons      | 4:58     |  |
| 3.  | «World of Swirl»    | Gibbons      | 4:08     |  |
| 4.  | «Fuzzbox Voodoo»    |              | 4:42     |  |
| 5.  | «Girl in a T-Shirt» | Gibbons      | 4:10     |  |
| 6.  | «Antenna Head»      |              | 4:43     |  |
| 7.  | «PCH»               |              | 3:57     |  |
| 8.  | «Cherry Red»        | Gibbons      | 4:38     |  |
| 9.  | «Cover your Rig»    |              | 5:50     |  |
| 10. | «Lizard Life»       |              | 5:09     |  |
| 11. | «Deal Goin' Down»   |              | 4:06     |  |

| Pista adicional solo para Japón y Estados Unidos |              |          |  |
| N.º                                              | Título       | Duración |  |
| 12.                                              | «Everything» | 3:54     |  |

## Músicos
- Billy Gibbons: voz y guitarra eléctrica
- Dusty Hill: bajo, teclados y coros
- Frank Beard: batería